# Parc national Tingo María
Le parc national Tingo María (espagnol : Parque nacional  Tingo María) est un parc national situé dans la province de Leoncio Prado, au Pérou.
Il a été créé le 14 mai 1965 par la Loi no 15574 et possède une surface de 4 777,80 ha, ce qui en fait l'un des parcs les plus anciens du Pérou.
Le parc englobe la chaîne de montagnes Pumarinri, qui signifie en quechua oreille du puma, également connue sous le nom de la « Belle Dormante » (La Bella Durmiente).
Le parc abrite également une grotte, la Cueva de las lechuzas (Caverne des hiboux), zone très fréquentée par les touristes en raison de son impressionnante profondeur.
Le parc est également reconnu zone importante pour la conservation des oiseaux.

## Biodiversité
Avec un climat humide, la forêt du parc est riche en mousses et lichens.
il est estimé la présence de 173 espèces d'oiseaux, dont celle du Coq-de-roche péruvien, du Sarcoramphe roi, du Motmot houtouc et différentes espèces de Toucans et de Pics.
La mammofaune est quant à elle caractérisée par la présence du Daguet rouge, du Tapir du Brésil, du Pécari à collier, de l'Ocelot, du Tamarin à celle et du Singe-écureuil de Bolivie.
Le parc contient également une grande diversité d'espèces de papillons.